# Little Barriereiland
Little Barrier is een eiland in Nieuw-Zeeland dat 80 km van Auckland voor de noordkust ligt van het Noordereiland. Aan de oostkant ligt het Great Barriereiland. Beide eilanden beschermen de noordkust van het hoofdeiland tegen stormen op de Grote Oceaan. Het is een 28,2 vierkante kilometer grote, steile en 722 m uit zee stekende uitgedoofde vulkaankegel. Kapitein James Cook was de eerste Europeaan die het eiland een naam gaf op 23 november 1769.

## Flora en fauna
Het eiland is onbewoond en wordt alleen bezocht door natuurbeschermers. Het is een van de belangrijkste natuurgebieden van Nieuw-Zeeland. Het eiland is bedekt met dichte bossen waarin diverse bedreigde diersoorten leven. Het aantal inheemse plantensoorten ligt in de buurt van de 400. 
De kustbossen zijn begroeid met pohutukawa's (Metrosideros excelsa) die een knoestig uiterlijk hebben. Iets hogerop  groeien naast pohutukawa's ook kauri's, harde zuidelijke beuken (Fuscospora truncata), rata's (Metrosideros) en tawa's (Beilschmiedia tawa). Op 500 m bevindt zich een dicht en zeer vochtig regenwoud met boomsoorten als de tawa en tawhero (Weinmannia silvicola). Kenmerkend voor deze bossen zijn de vele varens en mossen. Boven de 650 m zijn de winderige ruggen begroeid met kreupelbos, waarin soorten uit het geslacht Quintinia voorkomen naast tawari's (Ixerba brexioides) en zuidelijke rata's (Metrosideros umbellata).
Er broeden voor uitsterven kwetsbare of bedreigde zeevogelsoorten zoals de Cooks stormvogel (Pterodroma cookii), zwarte stormvogel (Procellaria parkinsoni) en het Nieuw-Zeelands stormvogeltje (Oceanites maorianus).
Er komen drie zoogdieren voor: de invasieve Pacifische rat (Rattus exulans) en de vleermuizen Mystacina tuberculata en Chalinolobus tuberculatus. Ook de brughagedis (Sphenodon punctatus) komt voor op het eiland.